# Ковчицы-2 (Светлогорский район)
Ковчицы-2 (бел. Ко́ўчыцы-2) — деревня в Красновском сельсовете Светлогорского района Гомельской области Республики Беларусь.
На востоке граничит с лесом.

## География

### Расположение
В 53 км на северо-запад от Светлогорска, 13 км от железнодорожной станции Мошны (на ветке Бобруйск — Рабкор от линии Осиповичи — Жлобин), 163 км от Гомеля.

## Транспортная сеть
Транспортные связи по просёлочной, затем автомобильной дороге Бобруйск — Речица. Планировка состоит из дугообразной широтной улицы, к которой с юга присоединяется короткая улица. Застройка двусторонняя, преимущественно деревянная, усадебного типа.

## История
Обнаруженный археологами на северо-западной окраине, в урочище Курганье курганный могильник (228 сильно осыпавшихся насыпей) свидетельствует о деятельности человека в этих местах с давних времён. Современная деревня согласно письменным источникам известна с XIX века как селение в Брожской волости Бобруйского уезда Минской губернии. В 1919 году открыта школа, для которой было выделено национализированное здание.
С 20 августа 1924 года до 16 июля 1954 года центр Ковчицкого сельсовета Паричского, с 29 июля 1961 года Светлогорского района Бобруйского (до 26 июля 1930 года) округа, с 20 февраля 1938 года Полесской, с 8 января 1954 года Гомельской областей.
В 1929 году организован колхоз. Во время Великой Отечественной войны немецкие каратели 19 января 1942 года убили 318 жителей. В боях против оккупантов в декабре 1943 года погибли 190 советских солдат 37-й гвардейской стрелковой дивизии и партизан отряда имени С. М. Кирова 37-й партизанской бригады имени Пархоменко (похоронены в братской могиле на Юго-западной окраине). 
В 1944 году к деревне присоединены деревня Баранний Рог и посёлок Прудищи. 
Согласно переписи 1959 года располагались лесничество, сапожная мастерская, средняя школа, Дом культуры, библиотека, фельдшерско-акушерский пункт, отделение связи, магазин, детский сад.

## Население

### Численность
- 2021 год — 135 жителей

### Динамика
- 1885 год — 24 двора, 448 жителей
- 1908 год — 96 дворов, 671 житель
- 1925 год — 118 дворов
- 1959 год — 459 жителей (согласно переписи)
- 2004 год — 113 хозяйств, 248 жителей
- 2021 год — 135 жителей

## Достопримечательности
- Братская могила (1943) —  Историко-культурная ценность Республики Беларусь, шифр 313Д000760
- Курганный могильник периода раннего Средневековья —  Историко-культурная ценность Республики Беларусь, шифр 313В000759

## Известные уроженцы
- В.И. Баранов — белорусский художник